# Hedy Schlunegger
Hedy Schlunegger, née le 10 mars 1923 à Wengen et décédée le 3 juillet 2003 à Grindelwald, est une skieuse alpine suisse.
Hedy Schlunegger fut la première championne olympique de descente en 1948 à Saint-Moritz. Sa victoire fut une surprise et sans lendemain.
Elle est la grand-mère de Martina Schild.

## Palmarès

### Jeux olympiques d'hiver
| Épreuve / Édition    | Descente | Slalom géant                     | Slalom | Combiné |
| JO 1948 Saint-Moritz | Or       | Épreuve inexistante à cette date | —      | 8e      |

### Championnats du monde
| Épreuve / Édition    | Descente | Slalom géant                     | Slalom | Combiné |
| JO 1948 Saint-Moritz | Or       | Épreuve inexistante à cette date | —      | 8e      |

## Arlberg-Kandahar
- Meilleur résultat : 4e place dans le slalom et le combiné 1947 à Mürren